# Passo del Maniva
Il passo del Maniva (detto anche Giogo del Maniva) è un valico alpino italiano della Lombardia, in provincia di Brescia, situato nelle Prealpi Bresciane ad un'altitudine di 1.664 m s.l.m., dividendo dal punto di vista orografico la Catena Bresciana Occidentale da quella Orientale e rappresentando il naturale confine tra la val Trompia e la val Sabbia (sul passo corre il confine tra il comune di Collio e quello di Bagolino).

## Storia
Per la sua rilevanza strategica venne fortificato dal Regio Esercito Italiano, in occasione della Prima Guerra Mondiale contro l'Austria Ungheria, costituendo uno snodo del cosiddetto sbarramento delle Giudicarie. Gli appostamenti in grotta e le trincee ivi situati risultano ancora oggi visitabili.
Dagli anni '60 è sede di sistemi di impianti di risalita essendo anche un polo sciistico. Dal 2006 al 2011 il passo è stato l'arrivo di una delle tappe del Brixia Tour.

## Accessibilità
Il passo del Maniva può essere raggiunto in automobile dalle seguenti località:
- da Collio tramite la SP BS 345 delle "Tre Valli"
- da Breno tramite la SB BS 345 delle "Tre Valli" passando per il Passo di Crocedomini
- da Bagolino tramite il passo di Croce Domini percorrendo prima la SP BS 669 del Passo di Crocedomini e poi la SP BS 345
- da Bagolino tramite una strada rotabile comunale che lo collega direttamente (l'ultimo tratto, in inverno, è chiuso essendo all'interno dell'area degli impianti sciistici)
- da Anfo tramite il passo di Baremone, strada comunale per gran parte sterrata, riaperta nel 2010 dopo alcuni anni di chiusura per frana (in inverno non percorribile)

Nei mesi invernali è consigliato informarsi sulla transitabilità della strada tra San Colombano e il passo. D'inverno la provinciale 345 è chiusa dalla zona Bonardi sino al Crocedomini o, meglio, appena più oltre cioè la loc. Bazena.
Per la sua vicinanza a Brescia (circa 50 km.) è una delle mete più comode da raggiungere in Lombardia.